# 天主教阿马尔菲-卡瓦德蒂雷尼总教区

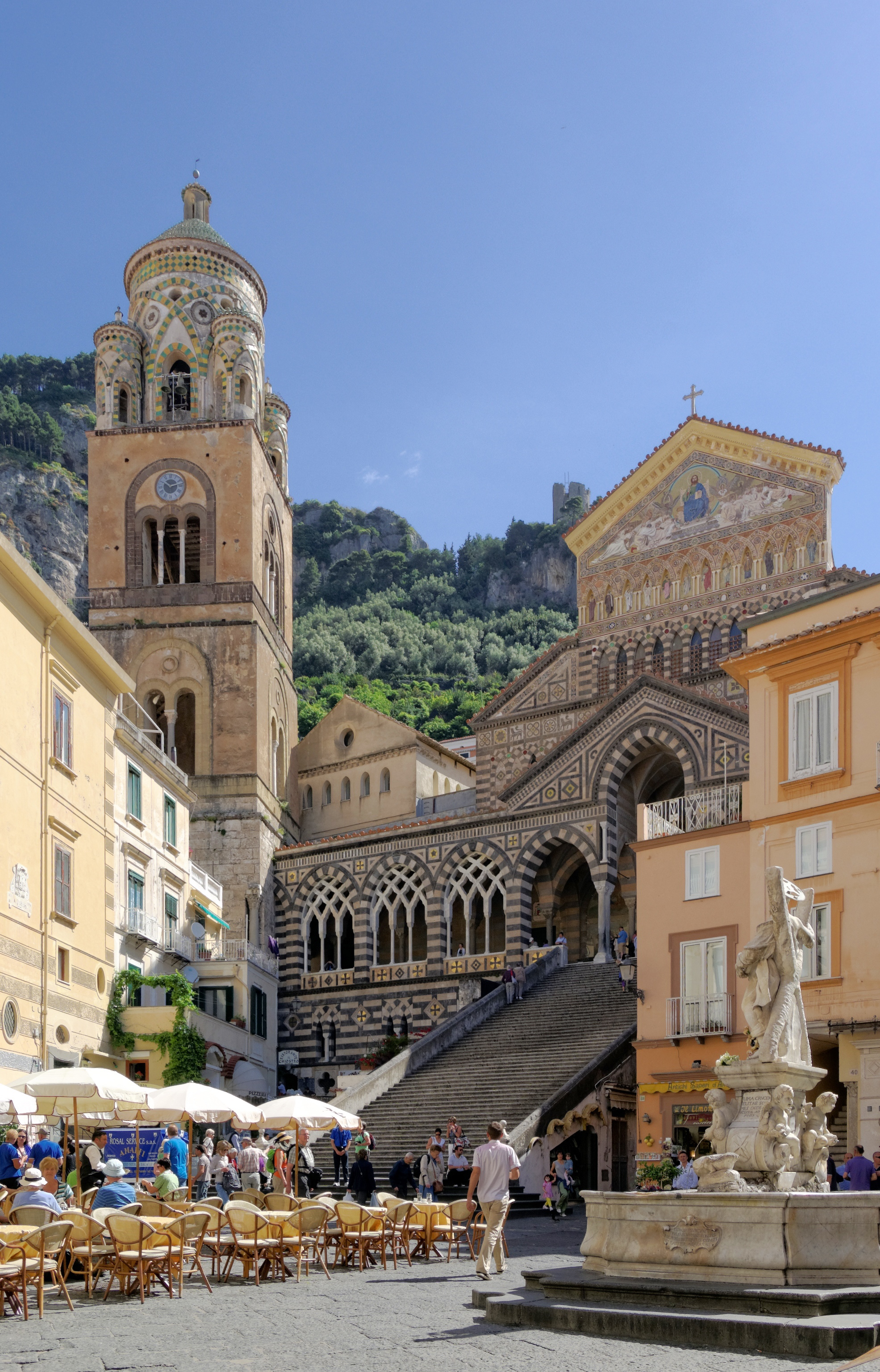
阿马尔菲主教座堂正面

天主教阿马尔菲-卡瓦德蒂雷尼总教区（Arcidiocesi di Amalfi-Cava de' Tirreni）是罗马天主教在意大利南部设立的一个总教区，主教座堂设在坎帕尼亚大区萨莱诺省的海滨山城阿马尔菲。987年，阿马尔菲教区升格为总教区。1206年，圣安德烈主教座堂完成后，枢机主教Pietro of Capua在第四次十字军期间，将使徒圣安德烈（阿马尔菲的主保圣人）的遗物从君士坦丁堡带回故乡阿马尔菲。1986年，Cava e Sarno教区的一部分并入阿马尔菲总教区后改为今名。